# モクタル・ダハリ
ダトゥ・モクタル・ダハリ（マレー語: Dato' Mokhtar Dahari、1953年11月13日 - 1991年7月11日）は、マレーシアの元サッカー選手、元サッカー指導者。元マレーシア代表。ポジションはFW。
1970年代から1980年代にかけてマレーシア代表として125得点を獲得した伝説のストライカーであり、その卓越した強さと技術で生涯を通じて得点を量産し、「スーパーモク」の愛称で親しまれた。強さや技術を持ち合わせていた彼であるが、特にそのスピードで有名であった。観衆による「スーパーモク」の合唱も非常に有名であり、多くの若い世代が彼を憧れの選手に挙げ、彼の動きを真似した。選手としてはセランゴールFAに所属し、ボカ・ジュニアーズとの親善試合の前にディエゴ・マラドーナと握手を交わした選手である。

## クラブ歴
イギリスの一部であったマラヤ連邦のセランゴール州セタパク（現在はクアラルンプールの一部）に1953年11月13日に生まれた。父はタンクローリーの運転手であり、貧しい家庭であった。11歳の時にクアラルンプールのカンプン・パンダンに引っ越した。幼い頃からサッカーに興味を示し、学校でサッカーをしていた他、後にセランゴールFAの下部組織でサッカーをするようになった。
セランゴールFAで初めて出場したのはバーンリー・ユースカップであり、この大会でセランゴールFAは優勝した。その後、セランゴールFAに所属して出場し続けられるかを尋ねられたと云う。セランゴールFAのトップチームに昇格した初シーズンには得点王に輝いた。その後もマレーシアカップを中心に多くのタイトルを同クラブに齎し、マレーシアカップは彼の在籍中に10回制し、合計で177得点をクラブに齎した。
1986年5月のマレーシアカップ優勝を以て引退したものの、1987年1月にもう1シーズンだけプレイする事を発表した。

## 代表歴
19歳にしてマレーシア代表で初出場を果たした。その初試合は1972年に行われたスリランカ代表との一戦であった。1974年にはアジア競技大会で銅メダルを獲得、その後の東南アジア競技大会では1977年、1979年共に金メダルを獲得した。
マレーシアリーグXIとしては1975年にアーセナルFCと戦い、2得点を叩きこみ2-0で勝利、イングランドのトップクラブからも注目を集めた。更に世界有数のクラブであるレアル・マドリードからオファーが来たものの、マレーシアとセランゴールFAに対する愛着心からこのオファーを蹴った。その能力から23歳にしてワールドサッカー誌にアジア一のストライカーと称された。
1978年にイングランドB代表と戦った時はハーフウェーラインからシュートを打ち、ジョー・コリガンを抜けてゴールに吸い込ませた。また、このイングランドB代表のツアーが終わった後、ゴードン・ヒルも雑誌で彼を「ヒーロー・ダハリ」と褒め称えた。

## 監督歴
怪我のために選手を引退し、地元のチームでサッカー指導者となり、かつてのチームメイトであるレドゥアン・アブドゥッラーには自伝を書かないのか尋ねられたと云う。地元のチームであるRHBバンクでは選手兼任監督を務めた。また、RHBバンクのみならず、セランゴールFAにも顔を出して指導していた。

## 個人
サッカー選手になる前はバドミントン、セパタクロー、ホッケー等をしていた。昼間はセランゴール州開発公社で働き、夜はサッカーをする生活であったが、RHB銀行の方が給与が良かったため転職した。
彼は既婚者であり、妻とは友人を経由して知り合った。10年の交際を経て結婚した彼には2人の娘と1人の息子がいる。

## 死
喉の不調を訴えるようになり、病院で診察を受けた。筋萎縮性側索硬化症と診断されたが、その容体は彼自身と妻にのみ知らされた。病状の改善の為にロンドンへも渡った。
その後3年の闘病を経て、1991年7月11日、37歳でスバン・ジャヤ・メディカルセンターで没した。報道によると死の直前には筋ジストロフィーに苦しんでいたと云う。
死因については長らく明らかにされていなかったが、2010年8月30日にナショナルジオグラフィックチャンネルで放送された「スーパーモクの語られざる真実」と云うドキュメンタリー番組で彼の生前の友人や家族の協力を経て、その生涯と共に明らかにされた。遺体はセランゴール州のタマン・ケラマッ・ペルマイ・イスラム霊園に埋葬されている。

## タイトル

### サッカー

#### クラブ
セランゴールFA
- マレーシア1部: 1984
- マレーシアカップ: 1972, 1973, 1975, 1976, 1978, 1979, 1981, 1982, 1984, 1986
- スルタン・ハジ・アフメド・シャー・カップ: 1984, 1985, 1987

#### 代表
- ムルデカ大会: 1973, 1974, 1976, 1979
- 東南アジア競技大会: 1977, 1979

準優勝: 1981
- アジア競技大会

銅メダル: 1974

#### 個人
- 国家アスリート賞: 1976
- FIFAセンチュリークラブ[11]
- ワールドサッカー誌アジア最優秀ストライカー: 1975[5][6]
- サッカーマレーシア代表歴代最多得点: 125得点

### 名跡等
- モクタル・ダハリ・コミュニティ・スクエア: クアラルンプールのカンプン・パンダンにあるコミュニティーホールで、彼自身も生前使っており、サッカーをしていた場所である[12]。
- ゲランガン・モクタル・ダハリ（モクタル・ダハリ・フットサル場）: プトラジャヤに存在している[13]。
- アカデミ・ボラ・セパク・ネゲラ・モクタル・ダハリ（モクタル・ダハリ国立サッカーアカデミー）: パハン州ガンバンに2014年4月10日に設立されたサッカーアカデミー[14]。
- プルシアラン・モクタル・ダハリ: シャー・アラムとプンチャック・アラムを結ぶ高速道路で、元々はシャー・アラム＝バトゥ・アラン高速道路と呼ばれていたが、2014年に現在の名称となった[15]。
- 2014年にはグーグルが彼の61回目の誕生日を祝した[16]。
- アウィーによってスーパーモクと題されたショーケース形式の上演が行われた[17]。

### 叙勲
- - マレーシア守護者章
- - パハン州スルタン章
- - セランゴール州スルタン・サラフディン・アブドゥル・アジズ・シャー章